# Ferdinand Brickwedde

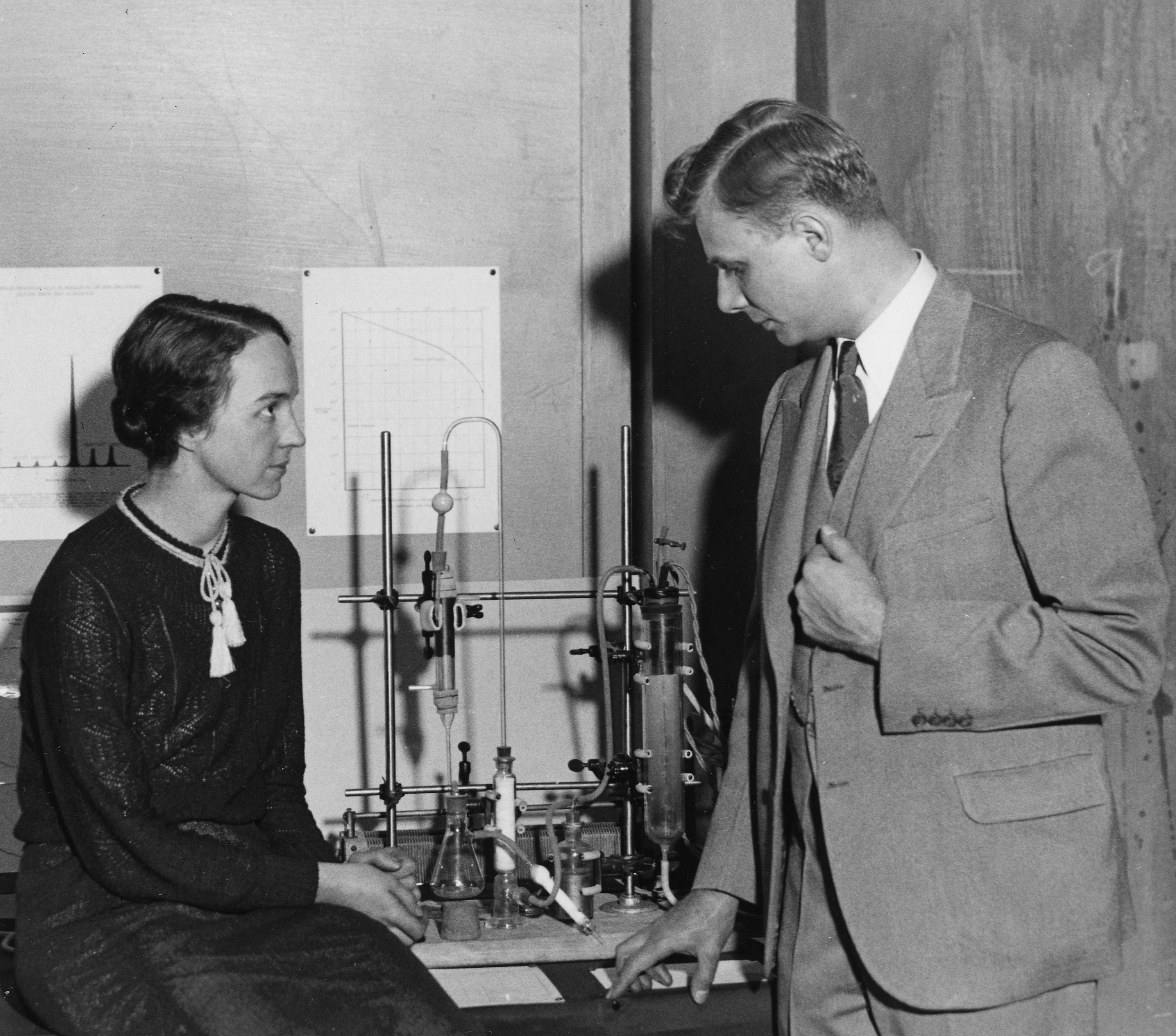
Brickwedde mit seiner Ehefrau, der Physikerin Marion Langhorne Howard Brickwedde

Ferdinand Graft Brickwedde (* 26. März 1903 in Baltimore; † 29. März 1989 in Bellefont (Pennsylvania)) war ein US-amerikanischer Physiker. Mit Harold Urey  und George M. Murphy gelang ihm 1931 der Nachweis von Deuterium. Für dessen Entdeckung erhielt Urey den Nobelpreis für Chemie.
Brickwedde studierte an der Johns Hopkins University mit dem Bachelor-Abschluss 1922, dem Master-Abschluss 1924 und der Promotion 1925. Danach war er beim National Bureau of Standards und wurde dort 1926 Leiter des Tieftemperaturlabors und 1946 Leiter der Abteilung Wärme und Wärmekraft (Heat and Power). Er gründete das Kryotechnik-Labor des NBS in Boulder.
1956 bis 1963 war er Dekan des College of Chemistry and Physics der Pennsylvania State University und außerdem Physikprofessor. 1968 wurde er emeritiert.
Seine Ehefrau Marion Langhorne Howard Brickwedde (1909–1997) war auch Physikerin. Mit ihr hatte er zwei Töchter.

## Schriften
- mit Harold Urey, G. M. Murphy: A Hydrogen Isotope of Mass 2, Physical Review, Band 39, 1932, S. 164–165